# Clohars-Carnoët
Clohars-Carnoët (en bretón Kloar-Karnoed) es una población y comuna francesa, situada en la región de Bretaña, departamento de Finisterre, en el distrito de Quimper.
Esta comuna incluye a la estación balnearia de Pouldu y también al puerto de Doëlan y al puerto de Le pouldu. Se aclara que se llama Pouldu a la zona de la desembocadura y el delta del río Laita (esa zona también es conocida como rivière du Pouldu o riviera de Pouldu).

## Demografía
| 3919 | 3539 | 3284 | 3406 | 3678 | 3867 |
| Para los censos de 1962 a 1999 la población legal corresponde a la población sin duplicidades (Fuente: INSEE [Consultar]) |      |      |      |      |      |

## Nombre
El nombre de esta comuna cambió a través del tiempo: Plebe Clutgual en 1031, Cluduual en 1139, Clouhal en el siglo XVI, Clouhar en el siglo XVII. La denominación Clohars tiene su origen en el viejo bretón clut (renombrado) y uual (valor).
Para diferenciarlo de su homólogo, léase Clohars-Fouesnant, se le agregó el término Carnoët, que designa o señala el bosque que ocupa la parte norte de ese territorio.
Este segundo elemento, Carnoët, también viene del viejo bretón carn (montón de piedras, tumulus), que deriva del término francés cairn, junto al sufijo etum. Un túmulo aún existe cerca de las ruinas del castillo de Carnoët.

## Situación geográfica

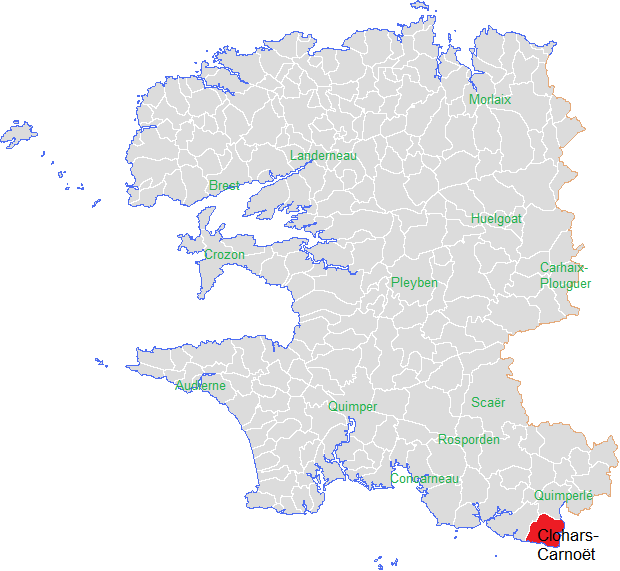
Localización de la comuna de Clohars-Carnoët en el Finistère

Clohars-Carnoët es una comuna del litoral atlántico situado en el extremidad sur-este del departamento.
Esa zona limita al este con el Laïta, ría que la separa de Morbihan. Clohars-Carnoët está ligado a este último departamento por el puente Saint-Maurice (ruta de Clohars-Carnoët a Guidel), y por un servicio intermitente de barco entre Le Pouldu y Guidel-Plages (únicamente peatones).
Las comunas limítrofes son: Moëlan-sur-Mer en el oeste, Quimperlé al norte, Guidel (Morbihan) al este.
Según las definiciones del INSEE, Clohars-Carnoët es una comuna urbana de tipo "ville isolée" (ciudad aislada), que estrictamente no forma parte de ninguna otra área urbana, aunque se encuentra limitando con el área urbana de Quimperlé, pero perteneciente, al igual que Quimperlé, al espacio urbano de Lorient-Vannes.
Clohars-Carnoët forma parte del cantón de Quimperlé y del distrito de Quimper.

## Aglomeraciones de la comuna
El burgo de Clohars-Carnoët se sitúa tierra adentro.
Esta comuna tiene dos pequeños puertos, Le Pouldu en la desembocadura del Laïta, así como Doëlan ubicado al fondo de una ensenada, cerca del límite con la comuna de Moëlan-sur-Mer. El puerto Le Pouldu conoció un desarrollo importante derivado de las actividades turísticas.

## Geografía física

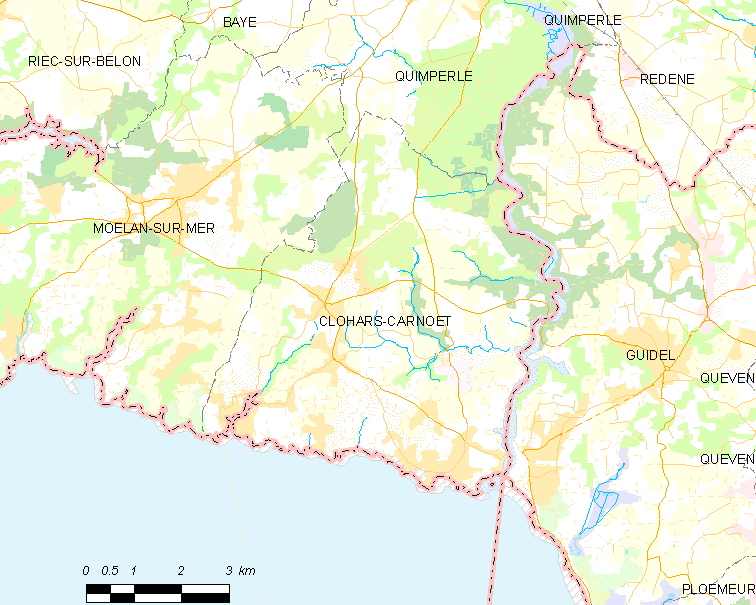
Mapa de la comuna de Clohars-Carnoët.

Con la excepción de Pouldu y de la pequeña bahía de Porsac'h, el litoral consiste en acantilados rocosos. El sendero de los aduaneros (GR 34) bordea la costa en su totalidad.
La estación balnearia de Pouldu ocupa una antigua zona de aduanas que fue en parte remodelada, y allí se ubican tres playas de arena fina: Grands Sables, Bellangenet, y Kérou.
Esta comuna cuenta con 660 hectáreas de bosque. Las zonas boscosas se sitúan particularmente al norte del burgo. Además del bosque dominial de Carnoët (o de Toulfoen), una zona de hayas y de robles ocupa unas 185 hectáreas en el extremo nordeste (bosque de Saint Maurice y bosque de Kerquilven).

## Economía
La presencia de vergeles de manzanos está en el origen de la producción local de sidra.
Le Pouldu es una estación balnearia ciertamente muy frecuentada en período estival.
Y también corresponde destacar que las éditions du Sextant (en español ediciones del Sextante) están instaladas en Pouldu desde el año 2008.
Doëlan fue por mucho tiempo el lugar de una industria conservera conocida con la marca "Captain Cook", la que se encuentra actualmente sobre la zona industrial de Keranna, hacia el norte de la villa.

## Prehistoria
La ocupación humana ciertamente es muy antigua en esta zona.
Los homínidos allí ya tenían presencia hace más de 300 000 años (Hombre de Néanderthal). Un interesante sitio arqueológico de tallas de la cultura musteriense fue descubierta en la comuna, y que utilizaban una roca local parecida a la calcedonia y al jaspe;, también se encontraron algunas herramientas muy primarias (bifaces).
En el neolítico, la ocupación humana está señalada por la presencia de decenas de menhires y pasarelas cubiertas dolménicas.
Allí, durante la Edad de Bronce, hachas en bronce sirvieron de moneda primitiva (ejemplares como los señalados fueron encontrados en Kervennou-Pouldu.

## Edad Media
Hacia 1040, la condesa Judith, esposa de Alain Canhiart, donó la abadía Sainte-Croix de Quimperlé del pequeño puerto de Doëlan, qui devient un priorato donde los monjes construyeron una capilla en honor a San Gurthiern.
En 1170, el duque Conan IV el Joven dio varias propiedades a los monjes cisterciense de la abadía de Langonnet, situadas ellas en proximidad de la zona boscosa de Carnoët. En 1177, Saint Maurice, entonces abad de la abadía de Langonnet, cerca de las costas de la Laïta funda otra abadía, a la que se denomina Notre-Dame de Carnoët, en la cual el citado fue precisamente el abad hasta su muerte en 1191. Esa abadía toma más adelante el nombre de Saint-Maurice-de-Carnoët.

## Tiempos modernos
El 31 de septiembre de 1746, una flota inglesa de 52 barcos desembarcó 5.000 hombres en Le Pouldu con el objetivo de atacar Lorient. Reembarcaron el 10 de octubre, habiendo perdido solo 20 hombres. Luego se dirigieron a Quiberon.

## Época contemporánea
Varios pintores de la Escuela de Pont-Aven también frecuentaron el pueblo de Pouldu. Por el pueblo discurre una ruta denominada ruta de los pintores, relacionados con cuadros que representan diversos lugares que inspiraron a estos pintores.

## Hermanamientos
- Dunmore East
- Nava (Asturias)

## Lugares y monumentos

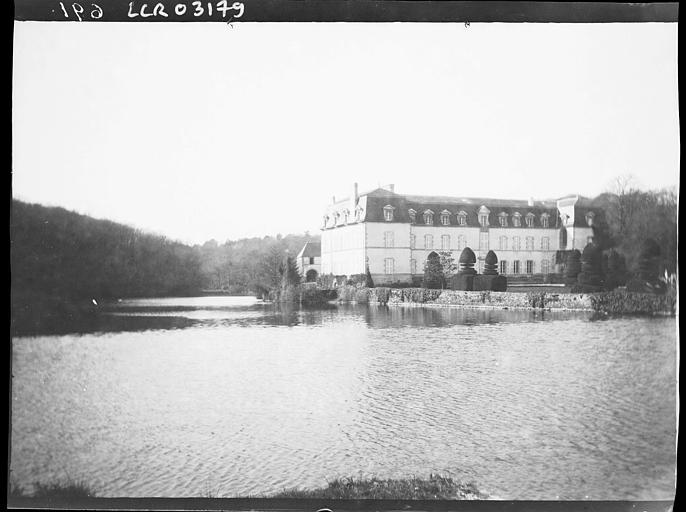
Abadía Saint-Maurice de Carnoët en 1893, por Paul Lancrenon.

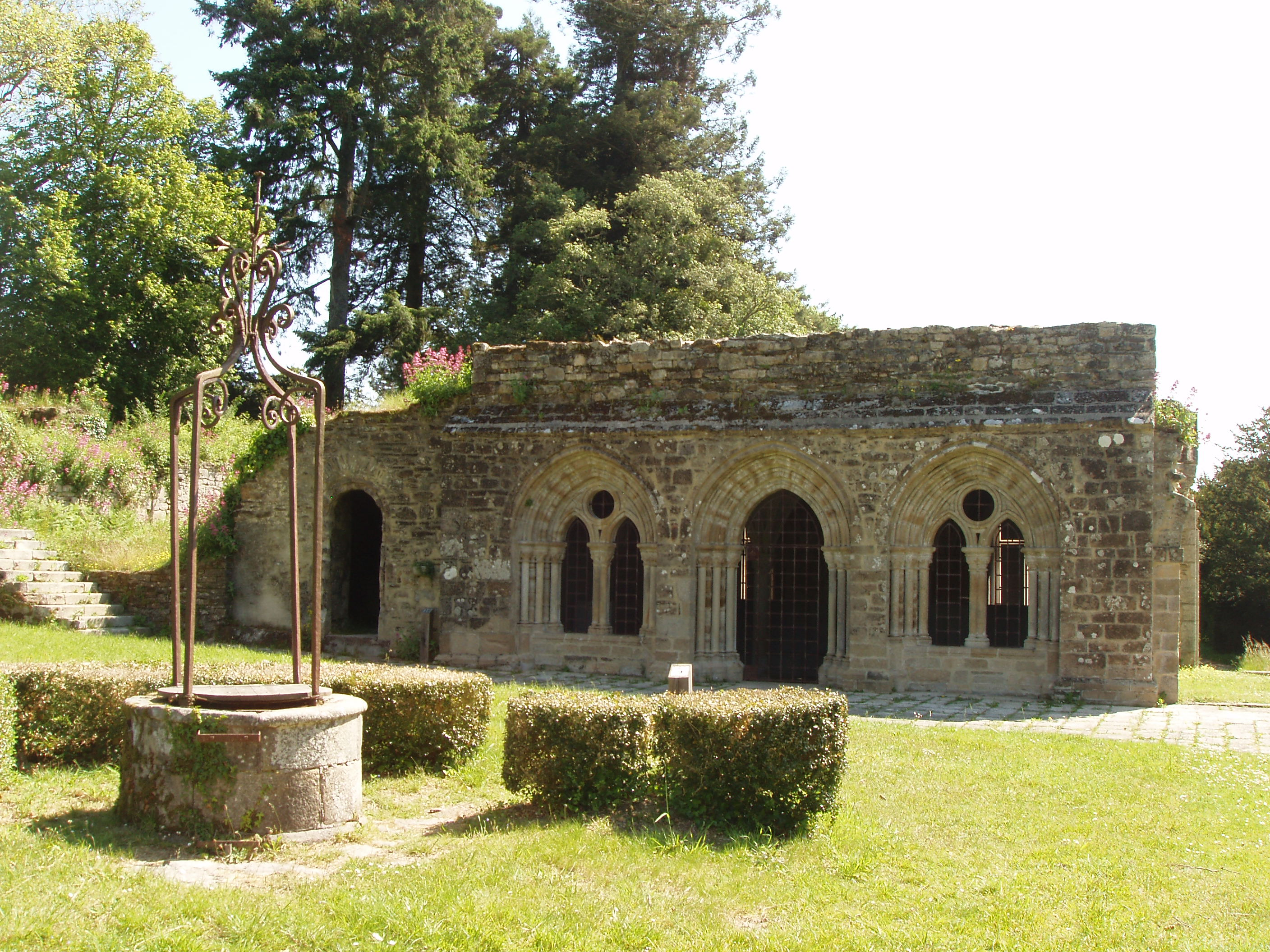
Abadía Saint-Maurice de Carnoët de Clohars-Carnoët : restos de la sala capitular del.

- Casa-Museo de Pouldu:[9] reconstitución del albergue del siglo XIX, que fue punto de encuentro de los pintores de la llamada Escuela de Pont-Aven.
- Abadía Saint-Maurice de Carnoët (en francés Abbaye Saint-Maurice de Carnoët) en la costa de la Laïta (antigua abadía de la Orden monástica del Císter).
- Casa de los Aduaneros (en francés Maison des douaniers), dominando la playa de Bellangenet.
- Mât-pilote (ou mât Fénoux) en la entrada de la ria (desafectado desde 1924).

## Personalidades ligadas a la comuna
El pintor Pierre Tal Coat nació en Clohars-Carnoët.
Además, numerosos y reconocidos pintores han pernoctado en Pouldu, algunos de ellos particularmente durante el verano:
- En primer lugar corresponde citar a los pintores de la llamada École de Pont-Aven, seguidores casi todos ellos del maestro Paul Gauguin: Henry Moret, Meijer de Haan, Charles Filiger, Charles Laval, Maxime Maufra. La Posada de Marie Henry fue particularmente lugar de acogida y de encuentro de esos pintores, algunos de los que incluso participaron de la decoración de ese lugar.
- También corresponde citar a los pintores conocidos como Nabis: Paul Sérusier, Jan Verkade, Maurice Denis.
- A la lista anterior se agrega Jean-Bertrand Pégot-Ogier (1877-1915), pintor que sobre todo vivió en Hennebont y en Paris, aunque pasando también disfrutables estadías en Pouldu y en Doëlan, donde pintó varios cuadros con paisajes de esos dos lugares.
- En fin, también se agregan Adolphe Beaufrère, Jules Leray, Wladyslaw Slewinski, y Ernest Yan' d'Argent.

Otras personalidades:
- Andrée Lavieille (1887-1960) repetidas veces pasó en Pouldu, atraído por el mar, los paisajes costeros, y también por la « dulce Kerzellec».
- El filósofo Émile-Auguste Chartier (Alain) por su parte, compró una casa en Pouldu en 1927, donde a partir de entonces concurrió con regularidad.
- También debe citarse a Marie Le Drian, escritora, autora de numerosas novelas ligadas a Bretaña, entre ellas Le Petit Bout de L (1992), por la que recibiera un premio.
- Isabelle Pivert, editora.
- La periodista, escritora, y feminista, Benoîte Groult, autora de "Ainsi soit-elle" (1975), también posee una casa en Doëlan.
- Igualmente, el exministro de Deportes (1997-2002), Marie-George Buffet, poseía una casa en Pouldu.
- Por último, se citan Thierry Lhermitte, Doudi, Martin Lamotte, y Marthe Villalonga, quienes vinieron a Doëlan para la filmación de la serie de TF1 titulada "Doc Martin".